# Покровські Селищі
Покро́вські Се́лищі (мокш. Велязем, ерз. Велязем, рос. Покровские Селищи) — мокшанське село  у складі Зубово-Полянського району Мордовії, Росія. Входить до складу Зарубкинського сільського поселення.

## Топонім
Назва походить від мокшанського велязем — селище. 

## Географія
Село розташоване на річці Чіуш, за 15 км. на південний схід від районного центру містечка Зубова Поляна, та у 144 км на захід від Саранська.

## Клімат
| Кліматограма Велязем | Кліматограма Велязем | Кліматограма Велязем | Кліматограма Велязем | Кліматограма Велязем | Кліматограма Велязем | Кліматограма Велязем | Кліматограма Велязем | Кліматограма Велязем | Кліматограма Велязем | Кліматограма Велязем | Кліматограма Велязем |
| --- | -------------------- | -------------------- | -------------------- | -------------------- | -------------------- | -------------------- | -------------------- | -------------------- | -------------------- | -------------------- | -------------------- |
| С | Л                    | Б                    | К                    | Т                    | Ч                    | Л                    | С                    | В                    | Ж                    | Л                    | Г                    |
| 51 −6 −11 | 44 −5 −11            | 43 0 −7              | 43 11 1              | 53 19 8              | 73 22 12             | 74 25 16             | 64 23 14             | 64 17 9              | 62 9 3               | 54 1 −3              | 55 −4 −8             |
| Середня макс. і мін. температури повітря (°C) Атмосферні опади (мм), за рік : 680 мм. Джерело: «Climate-Data.org» (англ.) |                      |                      |                      |                      |                      |                      |                      |                      |                      |                      |                      |

## Населення
Чисельність населення, станом на 2020 рік, налічує 483 особи.
У 2010 — 457 осіб, в 2002 — 485.
| 2002  | 2010  | 2020  |
| ----- | ----- | ----- |
| → 485 | ↘ 457 | ↗ 483 |

Національний склад станом на 2002 рік:
- мокшани — 97 %[7]